# Самигуллин, Камиль Искандерович
Ками́ль Исканде́рович Самигу́ллин (тат. Камил Искәндәр улы Сәмигуллин; род. 22 марта 1985, Красногорский, Звениговский район, Марийская АССР, РСФСР, СССР) — российский мусульманский религиозный деятель, муфтий, председатель Духовного управления мусульман Республики Татарстан, учёный ханафитского мазхаба, матуридит. В 2017 году утверждалось,что он — единственный российский муфтий, который является Коран хафизом и имеет цепочку знаний (сильсилю) через имама Абу Ханифу и аш-Шафии до самого пророка Мухаммада. Директор казанского медресе Мухаммадия, преподаватель Российского исламского университета. Самый молодой муфтий в истории Духовного управления мусульман Татарстана.

## Биография
Родился 22 марта 1985 года в посёлке Красногорский Звениговского района Марийской АССР.
В 2000 году окончил 9 классов в г.Волжск и поступил в казанское медресе «Мухаммадия» и вечернюю школу № 11 г. Казани. Брал уроки у татарского богослова Габдулхака Саматова и Валиуллы хазрата Якупова, впоследствии издательство «Иман» опубликовало несколько его книг.
В юности занимался футболом, тхэквондо, увлекался лыжным спортом.
В 2003 году поступил в Северо-Кавказский Исламский Университет в г.Махачкала. После года обучения взял академический отпуск.
В 2003—2007 годах обучался в г.Стамбул (Турция) в медресе при мечети «Исмаил ага» у шейха Махмуда Аль-Уфи, получил у него иджазу (свидетельство о наличии знаний о возможности вести самостоятельно занятия с указанием цепочки свидетелей).
С 2007 по 2008 год являлся имамом в посёлке городского типа Новоаганск Нижневартовского района Тюменской области.
В 2008 году был избран имамом мечети «Тынычлык» в посёлке Мирный города Казани.
В июле 2011 года возглавил издательский отдел Духовного управления мусульман Республики Татарстан.
В 2012 году работал заместителем муфтия по научной работе, являлся членом президиума ДУМ РТ, членом совета улемов ДУМ РТ, советником главного казыя РТ, руководителем экспертного совета ДУМ РТ.
В 2008—2013 годы — обучался на теологическом факультете Российского исламского института в Казани. С 6 марта 2013 года — исполняющий обязанности муфтия РТ. С 17 апреля 2013 года занимает пост председателя Духовного управления мусульман Республики Татарстан, муфтия.
22 октября 2013 года в г. Уфа прошла встреча Камиля хазрата Самигуллина с Президентом России Владимиром Путиным, в рамках 225-летия основания ЦДУМ России и заседания Совета при Президенте по межнациональным отношениям.
31 мая 2014 года участвовал в выборах в Общественную палату Российской Федерации.
22 августа 2014 года Камиль Самигуллин, вместе со всеми муфтиями Северного Кавказа стал официальным членом Всемирного Совета мусульманских учёных. После этого шага российское духовенство представлено 40 членами в этой организации.
10 января 2015 года выступил резко против карикатур на пророка Мухаммада, назвав это «ударом по всему человечеству, и, в первую очередь, по Исламу».
Свободно владеет арабским, турецким, старо-татарским языками. Хобби: книги, изучение старо-татарского богословского наследия, борьба джиу-джитсу (обладатель коричневого пояса).

## Просветительская и образовательная деятельность

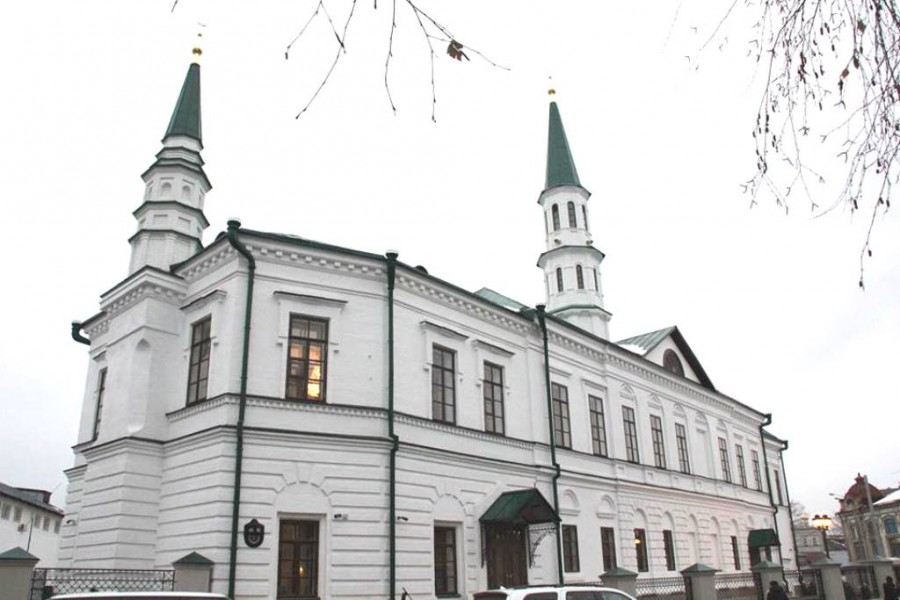
Здание Галеевской мечети

2004—2007 годы — учась в медресе получает иджазу (свидетельство о возможности преподавания шариатских наук) с иснадом (непрерывной цепи преемственности до самого пророка Мухаммада (сгв), который проходит через Абу Ханифу) по фикху, усуль фикху, акыде, усуль хадису, хадису, хусну хатту, сарфу и нахву.
С 2007 по 2008 год преподавал в медресе при новоаганской мечети ХМАО
С 2008 года после избрания имамом в мечети Тынычлык г. Казани, открыл в мечети кружок для желающих учить Коран. В мечети обучал также арабскому языку, фикху и акыде.
В 2009 году удостаивается иджазы преподавания всех книг Мухаммада Захида Каусари от его ученика Мухаммада Амина Сираджа.
В 2010 году активно сотрудничал с суннитским образовательным порталом «Дарульфикр», где преподавал авторитетные ханафитские книги «Мухтасар аль-Кудури», «Нур аль Идах». В это же время, в социальной сети «Вконтакте» было выложено свыше ста разнообразных уроков по различным исламским наукам.
В сентябре 2010 году участвовал в первом Всероссийский форуме татарских религиозных деятелей «Национальная самобытность и религия».
В июле 2011 года возглавил издательский отдел ДУМ РТ подготовил к изданию свыше 30 книг.
2011—2012 годы — вёл занятия в Казанском исламском колледже по матуридитской акыде и ханафитскому фикху, участвовал в проведении исламских молодёжных лагерей.
В 2012 году вёл уроки для молодёжи по основам нравственности и семейных взаимоотношений в казанской мечети «Бурнай».
В 2012 году получил иджазу на преподавание шести сборников достоверных хадисов от шейха Абдуррахима Саид Ликрим бин Нахиля (Марокко).
В 2013 году впервые в истории муфтията по распоряжению Самигуллина появился отдел изучения Корана и началась работа над подготовкой издания смыслового перевода Корана. В 2019 году в Москве были представлены результаты деятельности. В 2016 году впервые в России выпущена аудиозапись полной версии Корана в исполнении муфтия Камиля Самигуллина.
В 2013 году по инициативе Самигуллина появился Издательский дом «Хузур», ставший одним из крупнейших мусульманских медиахолдингов России. К 2022 году издательством было подготовлено и издано более 250 трудов общим тиражом более 750 тысяч экземпляров, среди которых труды именитых татарских и зарубежных исламских богословов и современных авторов. В том же году инициировал создание мусульманского интернет радио «Азан» при ДУМ РТ.
В 2013 году возглавил комиссию по унификации времён намаза, где на основе ханафитских фетв (Такы Усмани, Шихабутдин Марджани, Баруди) и расчётов кафедры астрономии и космической геодезии КФУ было разработано сверхточное время мусульманских молитв для всей России. А 5 июня 2014 года данные времена намаза вступили в силу повсеместно по всей Республике Татарстан. Также было запущено приложение «времена намазов» на татарском языке для всех 45 районов Татарстана. Данная программа была создана на базе Android и IOS.
В 2013 году открыл персональный блог на сайте «с», где также отвечает на вопросы читателей. Тогда же запустил проект онлайн-медресе «Бейтуль хикма» (Дом мудрости), где сам ведёт уроки по исламскому праву.
В 2013 году запустил электронную библиотеку ДУМ РТ которая предоставляет всем желающим через Интернет энциклопедическую информацию об исламе, с возможностью ознакомления с полными текстами наиболее значительных работ татарских учёных и богословов.

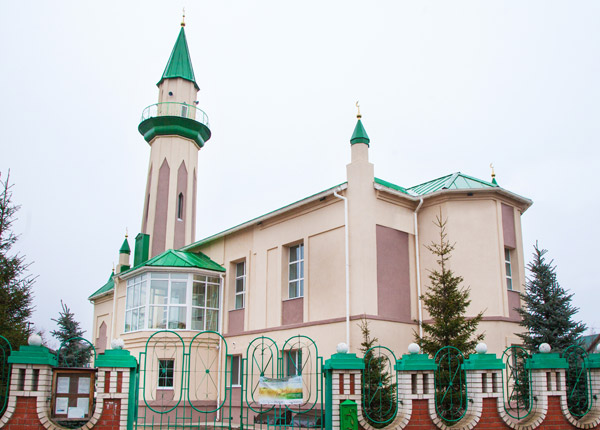
Мечеть Тынычлык

С начала 2014 года начал преподавать основы ханафитского фикха для студентов очников теологического факультета Российского исламского Университета.
4 апреля 2014 года запустил единый общереспубликанский номер «Телефона Доверия ДУМ РТ» — 202-4-202, призванный круглосуточно оказывать консультацию для мусульман Татарстана. В проекте задействованы три эксперта — мусульманский психолог, эксперт по шариатским вопросам и светский юрист. Эксперты владеют русским и татарским языком.
В 2014 выступил с открытым уроком на 1 сессии «Первого в мире мусульманского онлайн-фестиваля», собрал 32.000 слушателей.
В 2014 году открыл персональный блог на сайте «Ислам.ру».
С 2015 года все средние религиозные учебные заведения Татарстана перешли на единый образовательный стандарт, для чего была организована работа Учебно-методическое объединение ДУМ РТ. В 2017 году ДУМ РТ по инициативе Самигуллина в мечетях Татарстана открылись курсы татарского языка по специально разработанной программе “Без – татарлар”.
В 2018 году начал работу мусульманский телеканал “Хузур ТВ” — русско- и татароязычное кабельное телевидение охватывает около 2 млн домов Татарстана, Башкортостана, Крыма, Дагестана, Нижегородской, Московской, Воронежской области, Пермского края, Чувашии.
В 2019 году получил новую иджазу – свидетельство о возможности преподавания Куръана риваятом Шу’ба кыраата Асыма.
С 2016 года ДУМ РТ сотрудничает с УФСИН России по РТ. В Татарстане функционируют 9 исправительных колоний и 1 колония-поселение. Во всех из них функционируют молельные комнаты и мечети. В исправительных учреждениях с осужденными работают 10 специально подготовленных имамов. Осужденным читают проповеди, отвечают на религиозные вопросы, организовывают религиозных праздники и конкурсы. Библиотеки колоний пополняются религиозной литературой, изданной ИД "Хузур" ДУМ РТ.
С 2016 года в мечетях Татарстана пятничные проповеди читаются на татарском языке. В 2017 году при мечетях были организованы курсы татарского языка. С 2017 года деловые и официальные документы ДУМ РТ стали вестись на двух языках — русском и татарском.

## Международные отношения
В 2018 году ДУМ РТ под руководством Камиля Самигуллина наделён консультативным статусом ООН при ЭКОСОС.

## Взгляды
В 2014 году поддержал аннексию Крыма Россией. В 2020 году выступил против поправки в Конституцию России о «государствообразующем народе».
В 2022 году Самигуллин выступил с поддержкой вторжения России на Украину, озвучив основные мифы и нарративы российской антиукраинской пропаганды, заявил что «страна после госпереворота находится в руках неонацистов», а война «длится уже восемь лет». В июле 2022 года, как «поддержавший агрессию России против Украины», был внесён ФБК в список разжигателей войны состоящий из лиц которые «используют свои религиозные организации для пропаганды агрессии и массового убийства», с предложением введения против него международных санкций.

1 ноября 2023 года Камиль Самигуллин призвал проявить снисхождение к участникам беспорядков в аэропорту Махачкалы
«Очевидно, что акции с погромами в Дагестане организованы силами извне, хотя, безусловно, спровоцированы Израилем. <…> Случай в Дагестане — так же чистой воды провокация, которую используют западные спецслужбы, играя на чувствах верующих людей», ― считает Самигуллин.

## Оценки

### Положительные
Нафигулла Аширов, главный муфтий Духовного управления мусульман Азиатской части России, дал следующую оценку: 

Камиль хазрат Самигуллин, по крайней мере среди татарских мусульманских деятелей, имеет, наверное, наиболее высокое образование. Он является хафизом Корана — знает наизусть весь Досточтимый Коран, более того, знает его в нескольких традициях чтения. Среди российских муфтиев таких знатоков, наверное, нет.— Нафигулла Аширов

### Критические
По мнению исламоведа Алексея Малашенко, муфтий Камиль Самигуллин настроен на диалог с различными религиозными течениями ислама, в частности, «он несколько раз, скажем, „мягко“ отзывался о „Хизб ут-Тахрир“».
Заявление Самигуллина о том, что «нельзя одевать штаны стоя», его высказывание о том, что хиджабы должны носить учащиеся светских учебных заведений, включая маленьких девочек, стали причиной заявления директора Института истории Академии наук Республики Татарстан Рафаэля Хакимова о том, что «татарские имамы пребывают в Средневековье, привезённом из самых отсталых стран», и о том что «религиозные деятели и государственные мужи иногда забывают, что в России и Татарстане существуют Конституция и светское законодательство».
Исламовед Раис Сулейманов считает, что в Татарстане наметилась тенденция к разочарованию муфтием Камилем Самигуллиным, на которого возлагались большие надежды, но многие наблюдатели отмечают лишь рост бюрократического аппарата Духовного управления мусульман Республики Татарстан, отдельные пиар-акции, развлекательные концерты, организуемые муфтиятом вместо планомерной работы, личное обогащение муфтия и его приближённых, отсутствие систематической работы. Он проанализировал издательскую деятельность, которая преподносится как вершина успеха работы Камиля Самигуллина, и пришёл к выводу, что подавляющее большинство брошюр и книг, выпущенных издательством «Хузур», представляют собой не новинки, а просто переиздания уже ранее и порой неоднократно выпущенных изданий, оригинальная ценность чего не так велика: «При этом на всю эту деятельность, на создание многочисленных сайтов, выделены огромные деньги от местных властей, однако отдача оказывается слабой».
Некоторые, в частности, главный муфтий ДУМ РФ Равиль Гайнутдин, считают, что став муфтием, Камиль Самигуллин стал укреплять позиции турецкого фундаменталистского джамаата «Исмаил ага» в Татарстане, ввёл в Совет улемов и структуры Духовного управления мусульман Республики Татарстан ваххабитов.

## Награды
- Орден Святой Анны II степени[61].
- Памятная медаль «Юбилей Всенародного Подвига» (2013)[62]
- Бронзовая медаль «В память 400-летия Дома Романовых 1613—2013»[63].
- Медаль ЦДУМ «Аль-Игтисам»— «Сплочённость» степени «Абу Бакр»[64].
- Медаль «20 лет со дня образования ДУМ ЧР 1994—2014 гг.»[65]
- Награждён серебряной медалью парламента Венгрии[66]
- Государственная медаль «100 лет образования ТАССР» (2013)[61]
- Высшая награда Всемирного конгресса татар – медаль «За большие заслуги перед татарским народом» (2016)[67]
- Медаль «За содействие донорскому движению» от Министерства здравоохранения Российской Федерации (2017)[68]
- Медаль 1 степени «За заслуги перед обществом» Союза общественных деятелей РТ (2019)[69]
- Благодарность Президента Российской Федерации (27 июля 2023) — за заслуги в подготовке и проведении празднования 1100-летия принятия ислама Волжской Булгарией[70]
- Медаль «За доблестный труд» (21 марта 2025, Татарстан, Россия) — за большой вклад в сохранение и развитие духовно-нравственных традиций, укрепление межконфессионального мира и согласия[71]

## Личная жизнь
- Более известен в молодёжной среде мусульман под интернет ником «Абу Ахмад Казани»[72].
- Имеет 4 детей: два сына и две дочки[73].
- По признанию Самигуллина, он лично ведёт свои странички в социальной сети «Инстаграм», «Телеграм»[74] и «Твиттер», а из «Вконтакте» он попросил удалить фан-группу[75].
- Жена владеет чёрным поясом по каратэ[76].
- В 2021 году поднимался на гору Эльбрус[77]